# Igelsee (Penkun)
Der Igelsee ist ein See bei Sommersdorf im Landkreis Vorpommern-Greifswald in Mecklenburg-Vorpommern.
Das etwa 1,3 Hektar große Gewässer befindet sich im Gemeindegebiet von Penkun, einen Kilometer südlich vom Ortszentrum in Sommersdorf entfernt. Der See verfügt über keinen natürlichen Abfluss, ihm wird jedoch durch einen nördlichen Graben Wasser zugeführt. Die maximale Ausdehnung des Igelsees beträgt etwa 230 mal 70 Meter.